# Æthelwine von Wells
Æthelwine († 1027) war Bischof von Wells. Er wurde 1013 zum Bischof geweiht und trat sein Amt im selben Jahr an. Allerdings musste er kurz nach Amtsantritt wieder zurücktreten für seinen Nachfolger. Auch dieser trat kurze Zeit später wieder zurück und übergab ihm das Amt wieder. Doch kurz vor seinem Tode trat er noch einmal zurück. Er starb 1027.